# Бельмонте-Калабро
Бельмонте-Калабро (итал. Belmonte Calabro) — коммуна в Италии, располагается в регионе Калабрия, подчиняется административному центру Козенца.
Население составляет 3013 человека, плотность населения составляет 131 чел./км². Занимает площадь 23 км². Почтовый индекс — 87033. Телефонный код — 0982.
В коммуне 15 августа особо празднуется Успение Пресвятой Богородицы.